# Classe Lider
La Classe Lider est un projet de classe de destroyer de Russie.

## Description
Ce projet de navire de surface doté d'une propulsion nucléaire et d'un déplacement de 19 000 tonnes a été lancé par le Northern Design Bureau et le Krylov State Research Center en 2017.
Il remplacerait la classe de croiseur Classe Slava ainsi que les classes des destroyers Classe Oudaloï et Classe Sovremenny.
Ce programme a un coût estimé a environ 100 milliards de roubles et un navire pourrait être construit en sept ans si la décision est prise selon ses concepteurs. 
Le commandant en chef adjoint de l'armement de la marine russe avait annoncé que la construction démarreraient après 2022 mais début 2020, la mise en chantier n'est même pas en discussion pour l'instant, c'est un projet pour un avenir lointain, et la conception est de facto suspendue.

## Galerie d'images

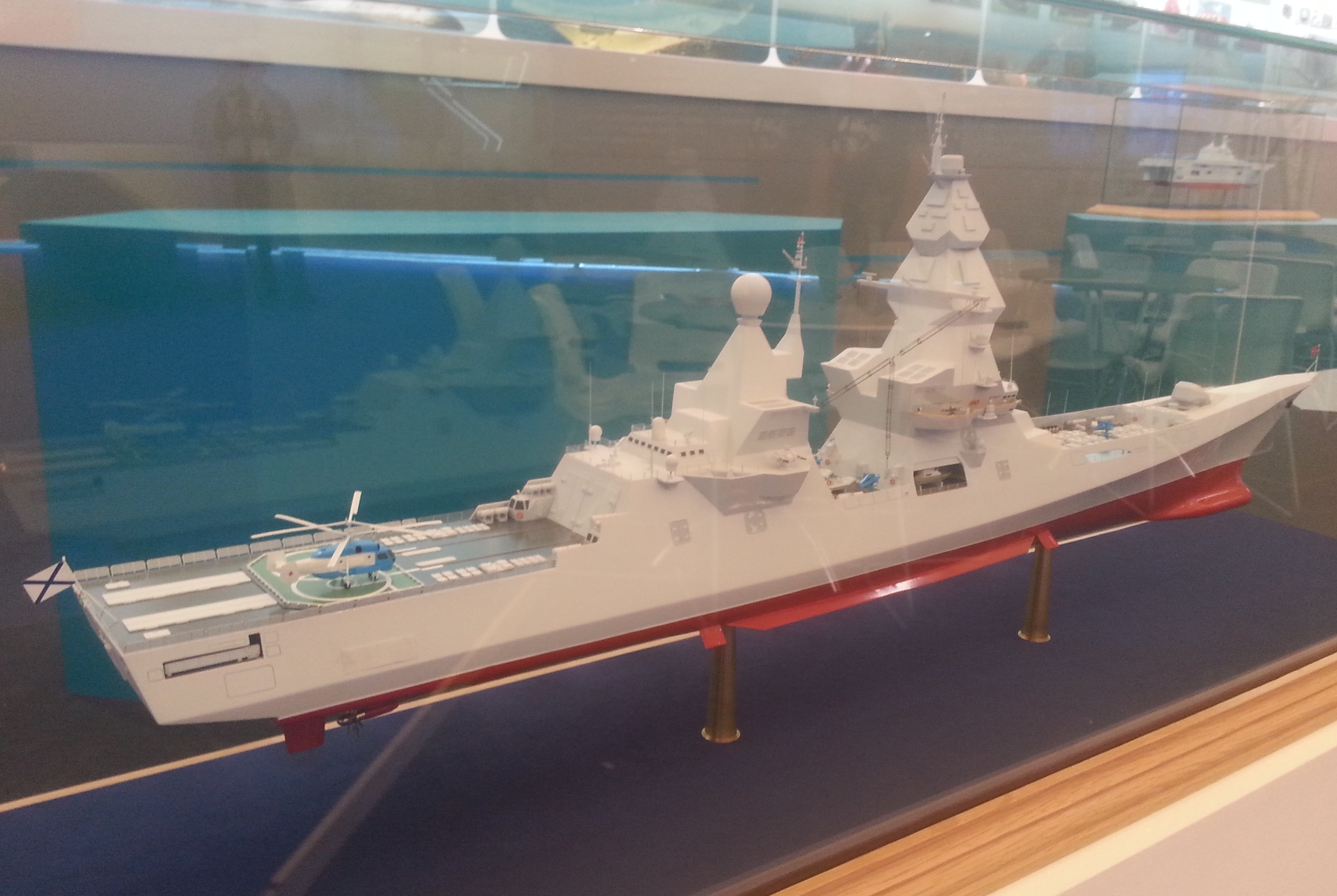
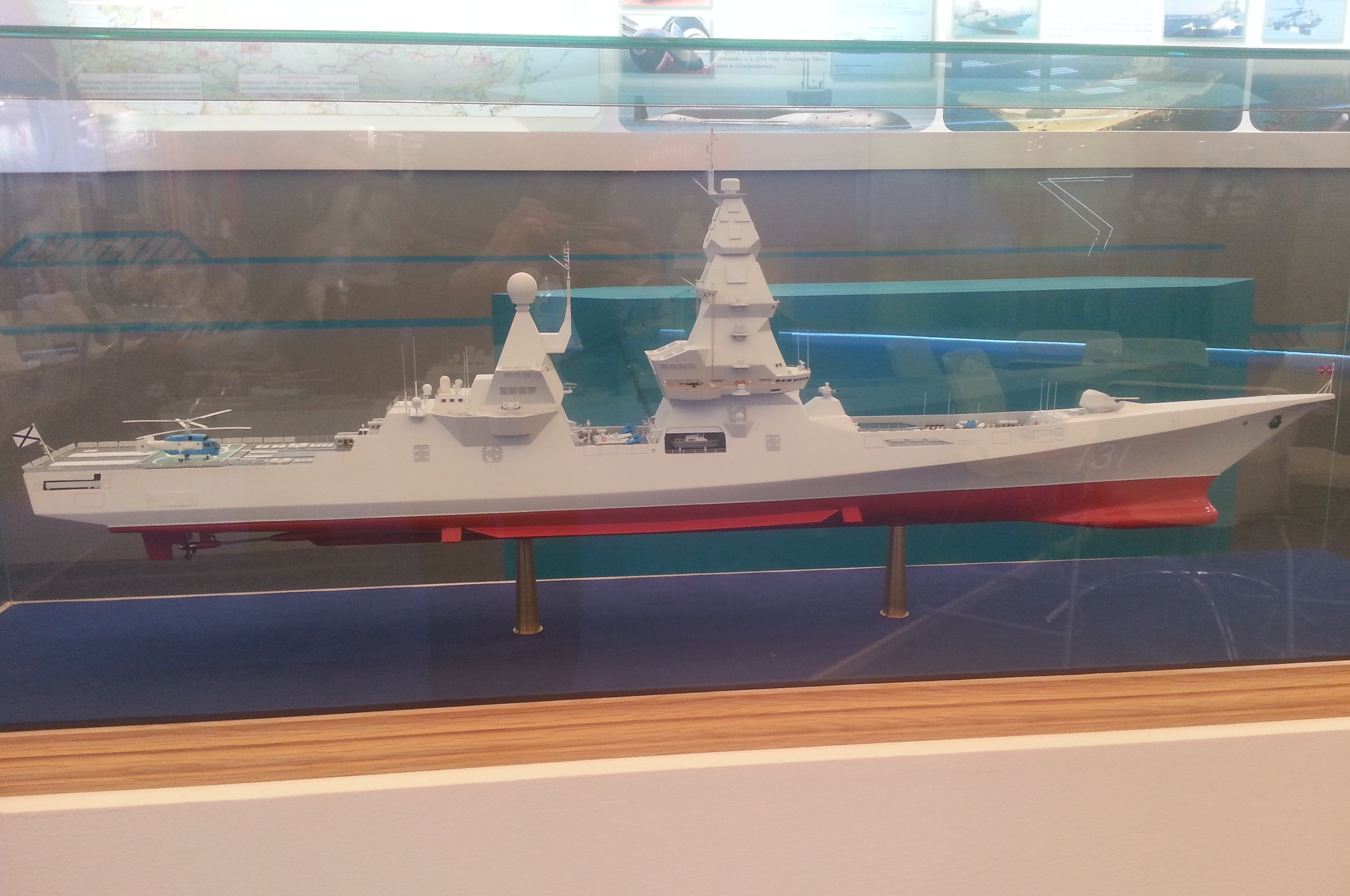